# Hayden Chisholm

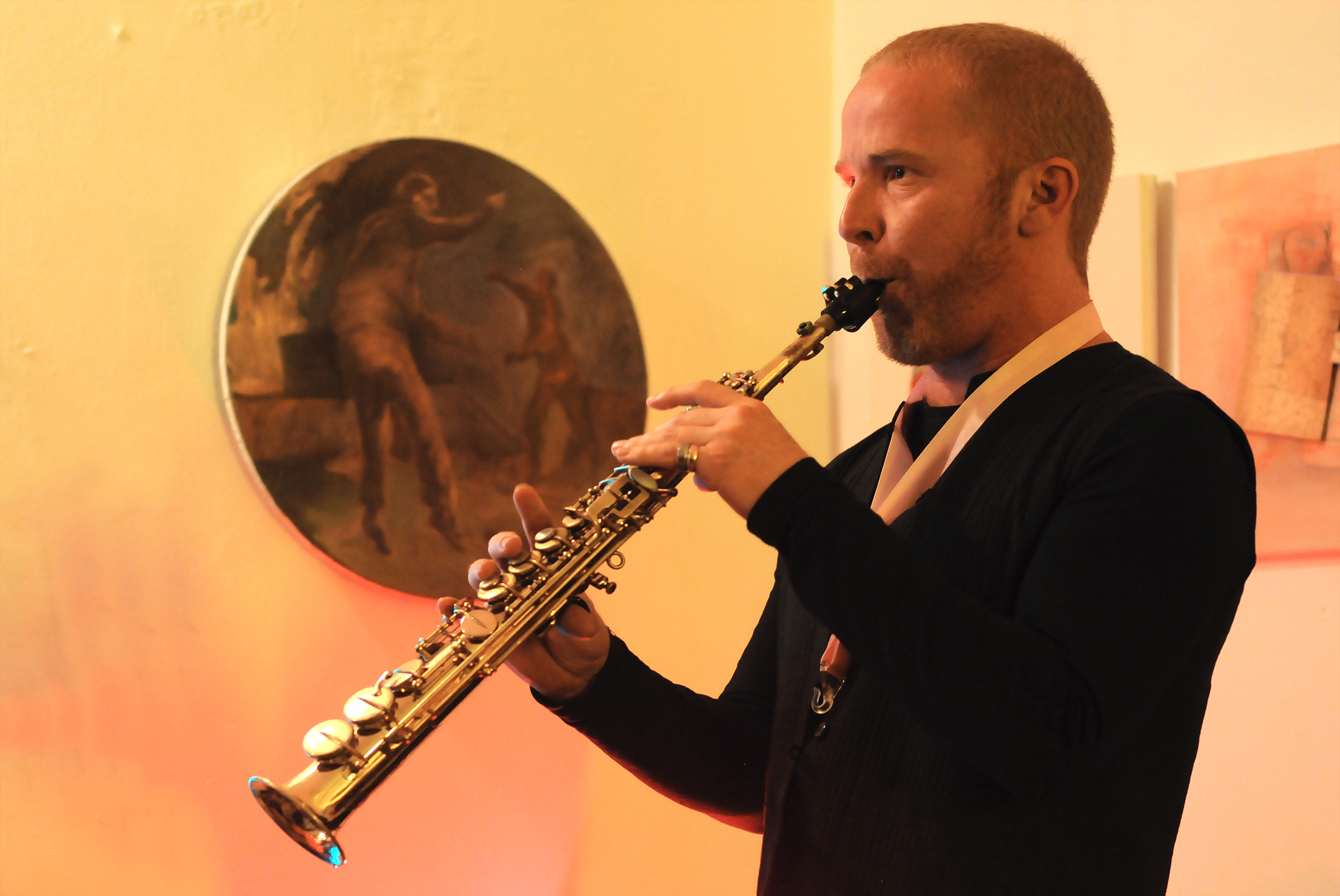
Hayden Chisholm (2011)

Hayden Chisholm (* 27. Mai 1975 in Ōtāhuhu bei Auckland) ist ein neuseeländischer Jazzsaxophonist, -klarinettist und Komponist.

## Leben und Wirken
Chisholm wuchs in New Plymouth auf. Er studierte Musik in der Schweiz, in Griechenland, Indien, Jugoslawien, Japan und schließlich in Köln, u. a. bei Frank Gratkowski. Hier wurde er in den 1990er Jahren durch seine Zusammenarbeit u. a. mit Nils Wograms Root 70 bekannt, die bis in die Gegenwart (2011) anhält. Seit 1995 unternahm er Konzerttourneen durch Indien, Europa, Afrika und Lateinamerika, unter anderem mit John Taylor. Sein Debütalbum Circe veröffentlichte er 1996.

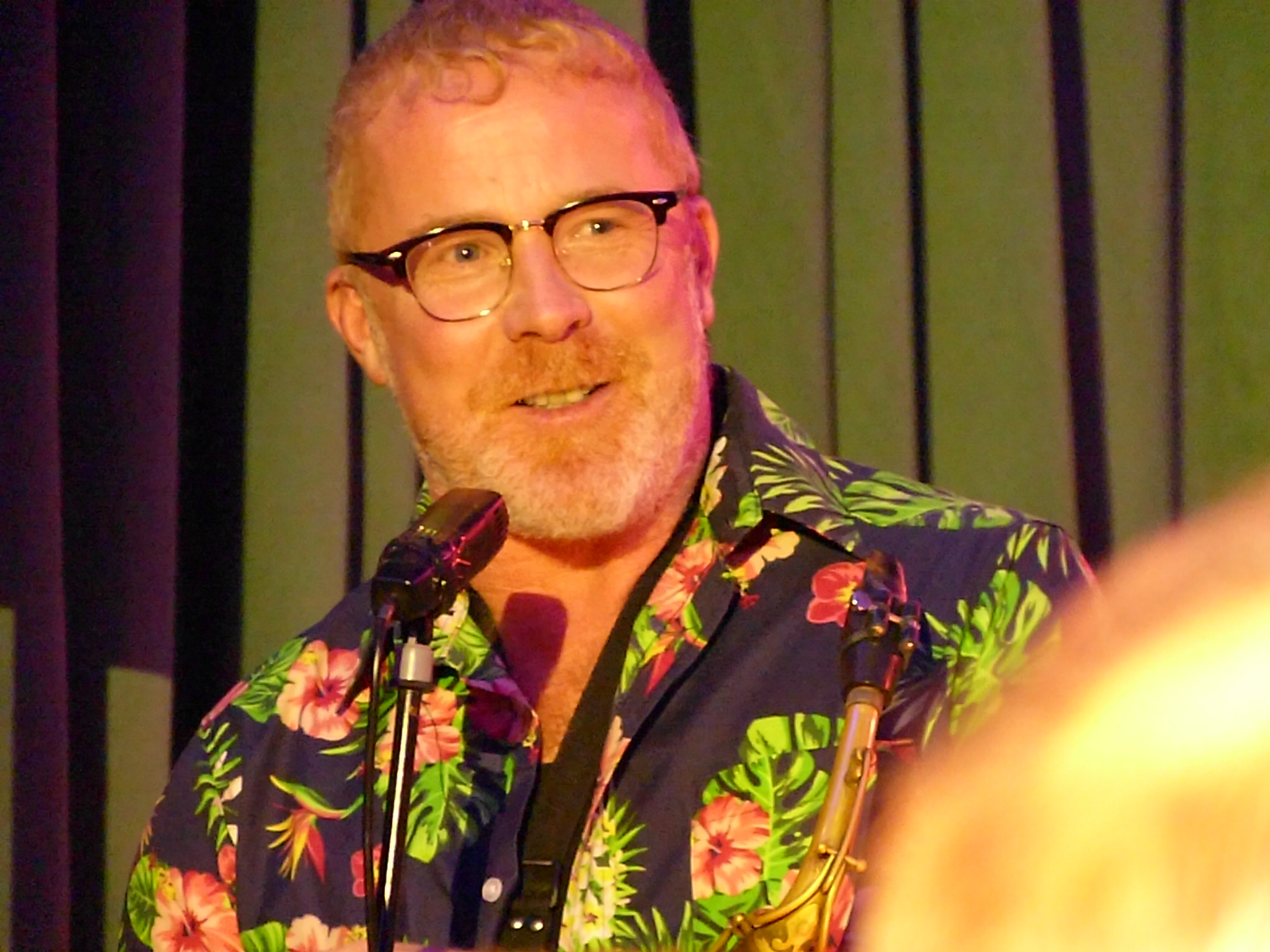
Hayden Chisholm (2020)

Seit 2002 arbeitet Chisholm mit der Aktionskünstlerin Rebecca Horn zusammen, für deren Installationen Light imprisoned in the belly of the whale (2002), Spiriti di Madreperla (2002) und Moon Mirror (2003) er die Musik komponierte. Er arbeitet mit Marcus Schmickler im Projekt Amazing Daze zusammen und bildet mit Gareth Lubbe und Claudio Bohórquez das Improvisationstrio DOHA, mit denen er auch Root 70 zu seinen The Embassadors erweitert. Mit Views of Hearts erschien 2013 eine erste Box mit 13 CDs, die auch einzeln erhältlich sind; 2016 folgte Cusp of Oblivion. Außerdem wirkte er als Saxophonist, Klarinettist und mitunter auch Keyboarder an Alben von Underkarl um Sebastian Gramss, Antonis Anissegos, David Sylvian, Burnt Friedman, Jaki Liebezeit und anderen mit.
Chisholm wirkte als Protagonist im Dokumentarfilm Sound of Heimat – Deutschland singt (2012) von Arne Birkenstock und Jan Tengeler mit. Aufgrund seiner „einzigartigen Klangästhetik“ wurde ihm 2013 der SWR-Jazzpreis verliehen. In Moers war er 2015 als „Improviser in Residence“ tätig. Er kuratiert das jährlich im Loft Köln stattfindende Plushmusic Festival.

## Diskographische Hinweise

### Alben unter eigenem Namen
- Circe, 2006, Jazzhaus Musik

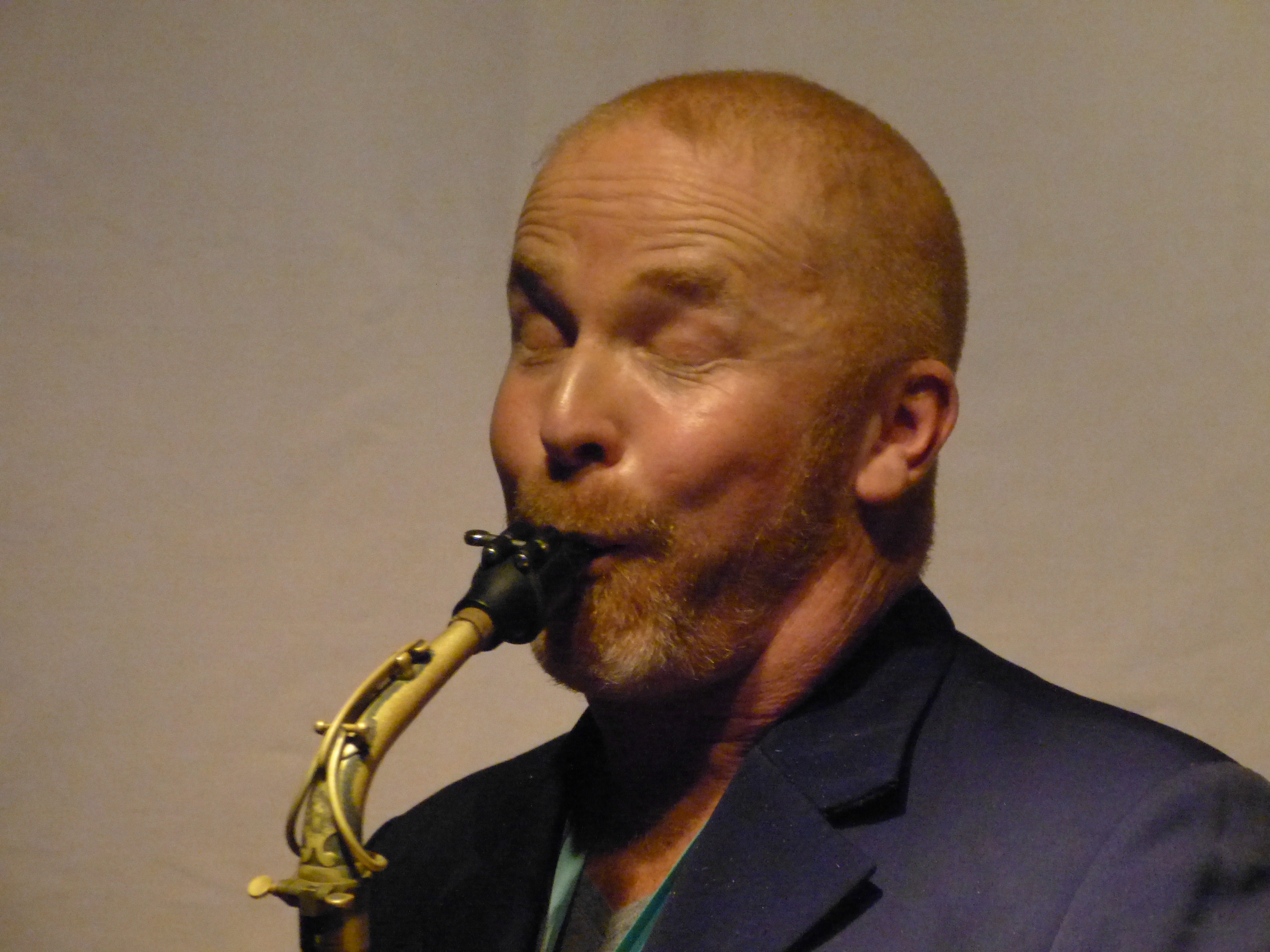
Hayden Chisholm bei Michael Rüsenbergs jazzcity.de-Fest im Loft (Köln) am 17. Januar 2014

- Heaps Dub, mit Root70, 2005, Nonplace
- Amazing Daze mit Marcus Schmickler, 2006, Haepna
- Healing the Music mit The Embassadors, 2007, Nonplace
- Coptic Dub mit The Embassadors, 2009, Nonplace
- 13 Views of the Heart´s Cargo (Box-Set), 2002–2013, Moontower Foundation
  - Love in Numbers, 2013, Moontower Foundation
  - The Rabbit's Dream of the Inner Mongolia, 2013, Moontower Foundation (mit Xu Fengxia
  - Nearness Live, 2013, Moontower Foundation (mit Matt Penman, Jochen Rückert)
  - Lula Pena and Hayden Chisholm Live in Berlin, 2013, Moontower Foundation
  - Hayden plays Haydn, 2013, Moontower Foundation (mit Simon Nabatov)
  - Mute Densitywith the Lucern Jazz Orchestra, 2013, Moontower Foundation
  - Fragmented Teaching, 2013, Moontower Foundation (mit Simon Nabatov, Jochen Rückert)
  - The Dharma Cowboy, 2013, Moontower Foundation (mit Bruno Müller, Norbert Scholly, Martin Gjakonovski, Gareth Lubbe, Claudio Bohorquez, Robert Nacken)
  - The Life of Hands in Love, 2013, Moontower Foundation mit John Schröder, Achim Krämer, Franz Hautzinger, Dietmar Fuhr, Daniel Schröteler)
  - Breve – Live at Plush, 2006, Moontower Foundation (mit John Taylor, Matt Penman)
  - The Well-Tempered Sruti Box, 2013, Moontower Foundation
  - Auto-Poetica – Works for Saxophone, 2013, Moontower Foundation (mit Florian Bergmann, Pierre Borel, Oliver Gutzeit, Frank Gratkowski, Leo Huhn, Christian Weidner, Benjamin Weidekamp)
  - My Blood Flows from Scotland to Armenia, 2013, Moontower Foundation (mit John Schröder, Pina Bettina Rücker)
- Cusp Of Oblivion (2016, weitere 13-CD-Box, u. a. Hayden Chisholm & Lucerne Jazz Orchestra feat. Lucia Cadotsch Ace of My Heart, Blowslap mit Evi Filippou)

### Alben in kollaborativen Projekten

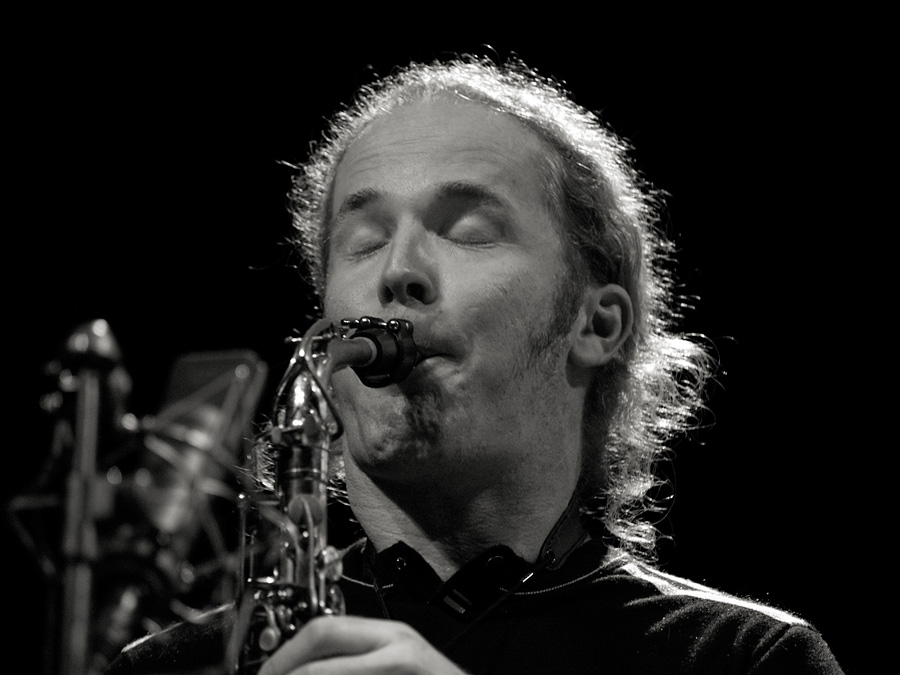
Hayden Chisholm, Moers Festival 2007

- Rebecca Horn - Hayden Chisholm: Music for Rebecca Horn’s Installations Moon Mirror / Spiriti di Madreperla / Light imprisoned in the belly of the whale, Buch und 2 Audio-CDs, ISBN 978-3-935567-26-8, 2005
- Root70 Getting Rooted, 2004, Enja
- Root70 with Strings Rio Mare, 2013, nwog records
- Nautilus Infrablue 2016, Two Rivers Records (mit Jürgen Friedrich, Robert Lucaciu, Philipp Scholz)
- Sebastian Gramss Slowfox: Gentle Giants (2017) mit Sebastian Gramss und Philip Zoubek